# Азізабад (Саве)
Азізабад (перс. عزيزاباد) — село в Ірані, у дегестані Шагсаван-Канді, у Центральному бахші, шагрестані Саве остану Марказі. За даними перепису 2006 року, населення цього села становило 40 осіб, що проживали у складі 11 сімей.

## Клімат
Середня річна температура становить 15,78 °C, середня максимальна – 34,20 °C, а середня мінімальна – -6,39 °C. Середня річна кількість опадів – 253 мм.
| Клімат поселення                              | Клімат поселення | Клімат поселення | Клімат поселення | Клімат поселення | Клімат поселення | Клімат поселення | Клімат поселення | Клімат поселення | Клімат поселення | Клімат поселення | Клімат поселення | Клімат поселення | Клімат поселення |
| Показник                                      | Січ.             | Лют.             | Бер.             | Квіт.            | Трав.            | Черв.            | Лип.             | Серп.            | Вер.             | Жовт.            | Лист.            | Груд.            |                  |
| Середній максимум, °C                         | 10,57            | 13,10            | 17,68            | 24,07            | 29,00            | 33,77            | 34,20            | 33,26            | 29,70            | 23,74            | 17,35            | 10,92            |                  |
| Середня температура, °C                       | 2,09             | 4,60             | 9,20             | 15,59            | 20,52            | 25,30            | 28,04            | 27,08            | 23,51            | 17,55            | 11,16            | 4,72             |                  |
| Середній мінімум, °C                          | −6,39            | −3,87            | 0,73             | 7,11             | 12,04            | 16,82            | 21,84            | 20,89            | 17,33            | 11,37            | 4,98             | −1,45            |                  |
| Норма опадів, мм                              | 36               | 35               | 45               | 32               | 24               | 4                | 1                | 1                | 1                | 13               | 24               | 37               |                  |
| Середньомісячна швидкість вітру, м/с          | 1.43             | 2.10             | 2.84             | 3.04             | 2.85             | 2.76             | 2.88             | 2.72             | 2.38             | 2.23             | 1.90             | 1.46             |                  |
| Середньомісячна сонячна радіація, кДж/м²·день | 9171             | 12019            | 14449            | 18114            | 22125            | 26227            | 25813            | 23543            | 20092            | 14767            | 10815            | 8786             |                  |
| --------------------------------------------- | ---------------- | ---------------- | ---------------- | ---------------- | ---------------- | ---------------- | ---------------- | ---------------- | ---------------- | ---------------- | ---------------- | ---------------- | ---------------- |
| Джерело:                                      |                  |                  |                  |                  |                  |                  |                  |                  |                  |                  |                  |                  |                  |